# Pilar do Sul
Pilar do Sul este un oraș în São Paulo (SP), Brazilia.